# Cerebratulus bicornis
Cerebratulus bicornis är en djurart som tillhör fylumet slemmaskar, och som beskrevs av Louis Joubin och François 1892. Cerebratulus bicornis ingår i släktet fläsknemertiner, och familjen Cerebratulidae. Inga underarter finns listade i Catalogue of Life.